# Virgínia Brites da Paixão
A Madre Virgínia Brites da Paixão (Lombo dos Aguiares, Madeira, 24 de outubro de 1860 – 17 de janeiro de 1929), nascida Virgínia da Silva, foi uma mística católica, freira da Ordem de Santa Clara, a quem terá sido pedido através de revelações, em 1913, pelo próprio Jesus Cristo, que se tornasse na Mensageira do Imaculado Coração de Maria.

## Biografia

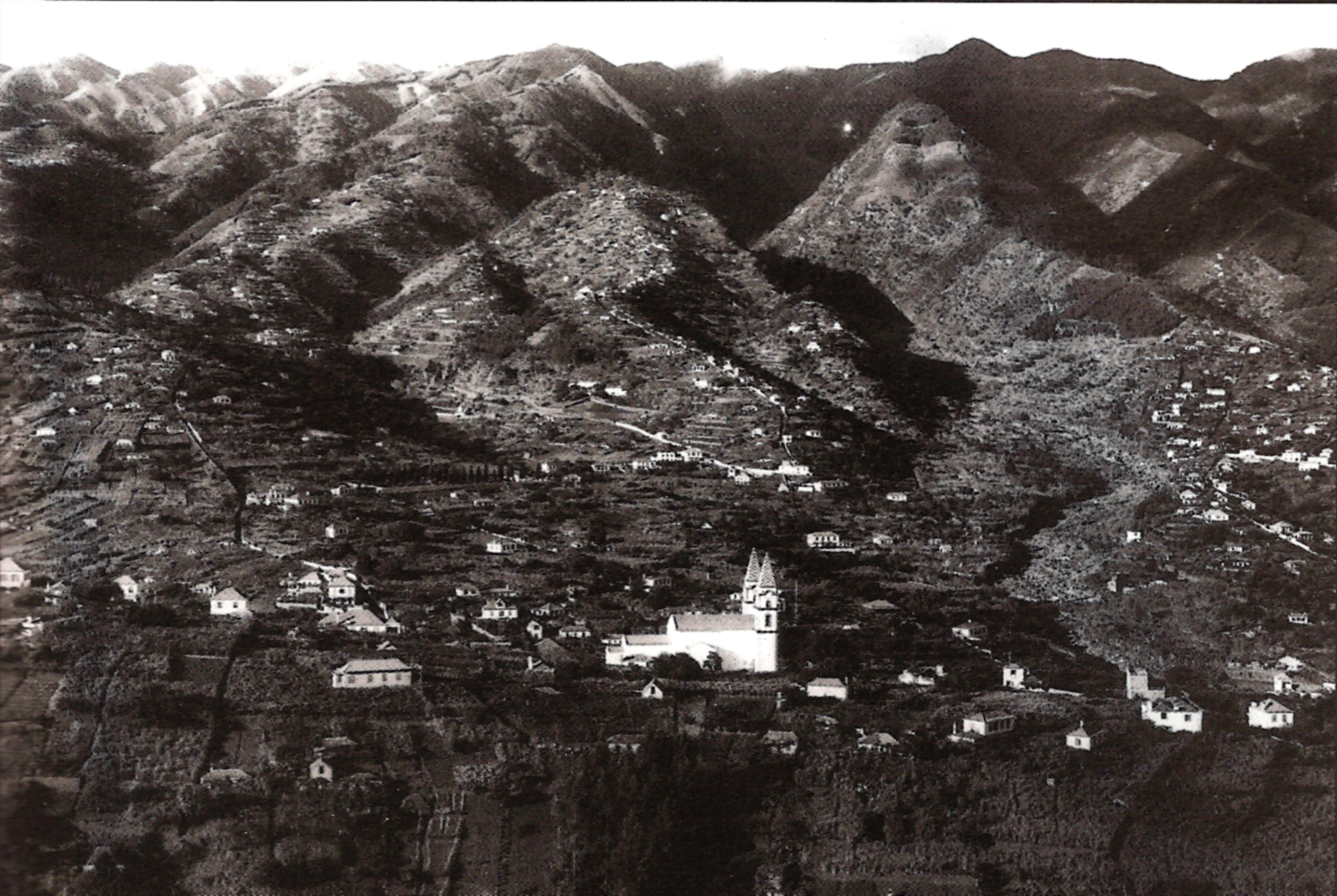
Fotografia antiga da freguesia de Santo António, no Funchal (Madeira), de onde era natural a Madre Virgínia.

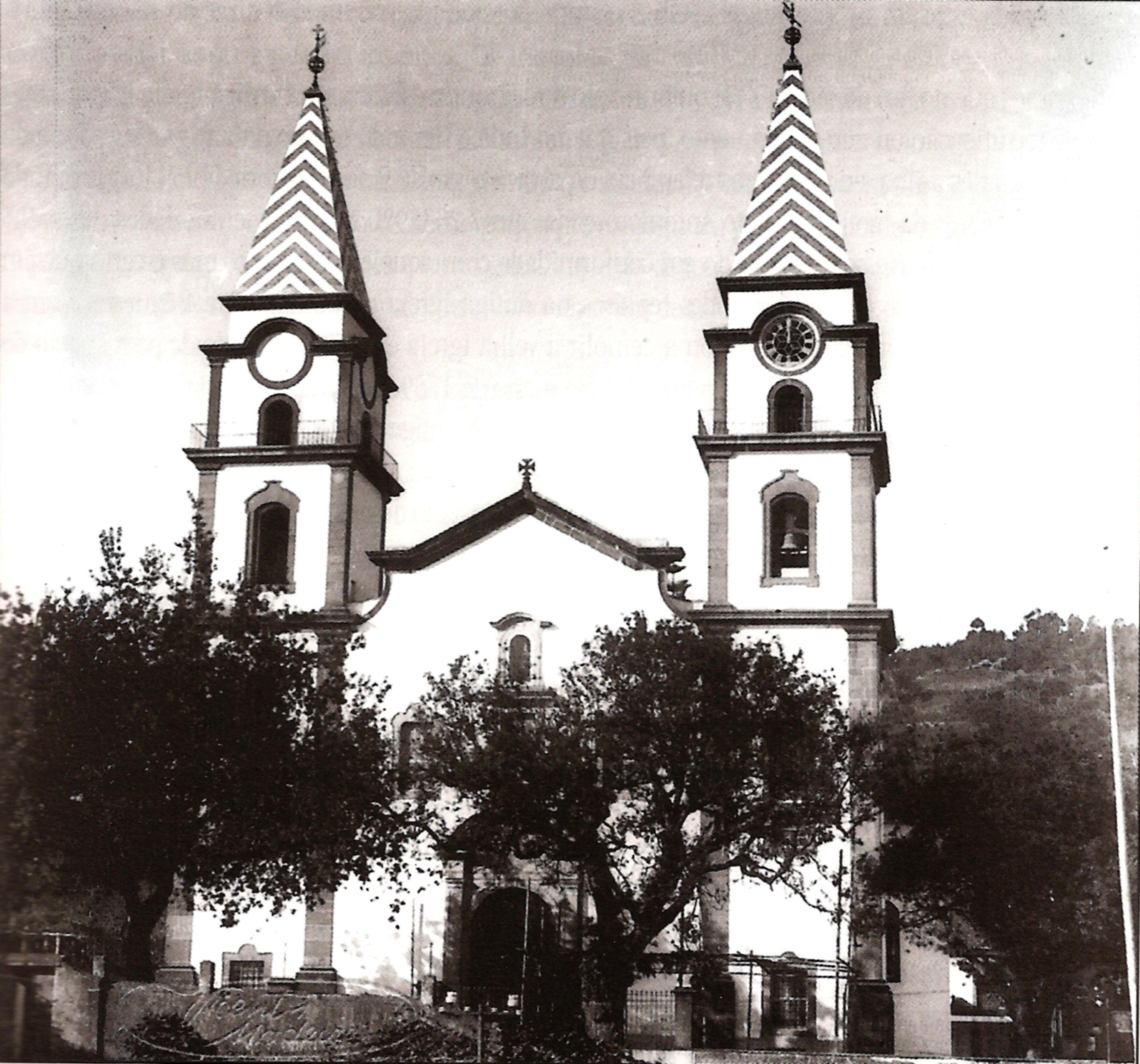
A Igreja de Santo António, no Funchal (Madeira), em 1928.

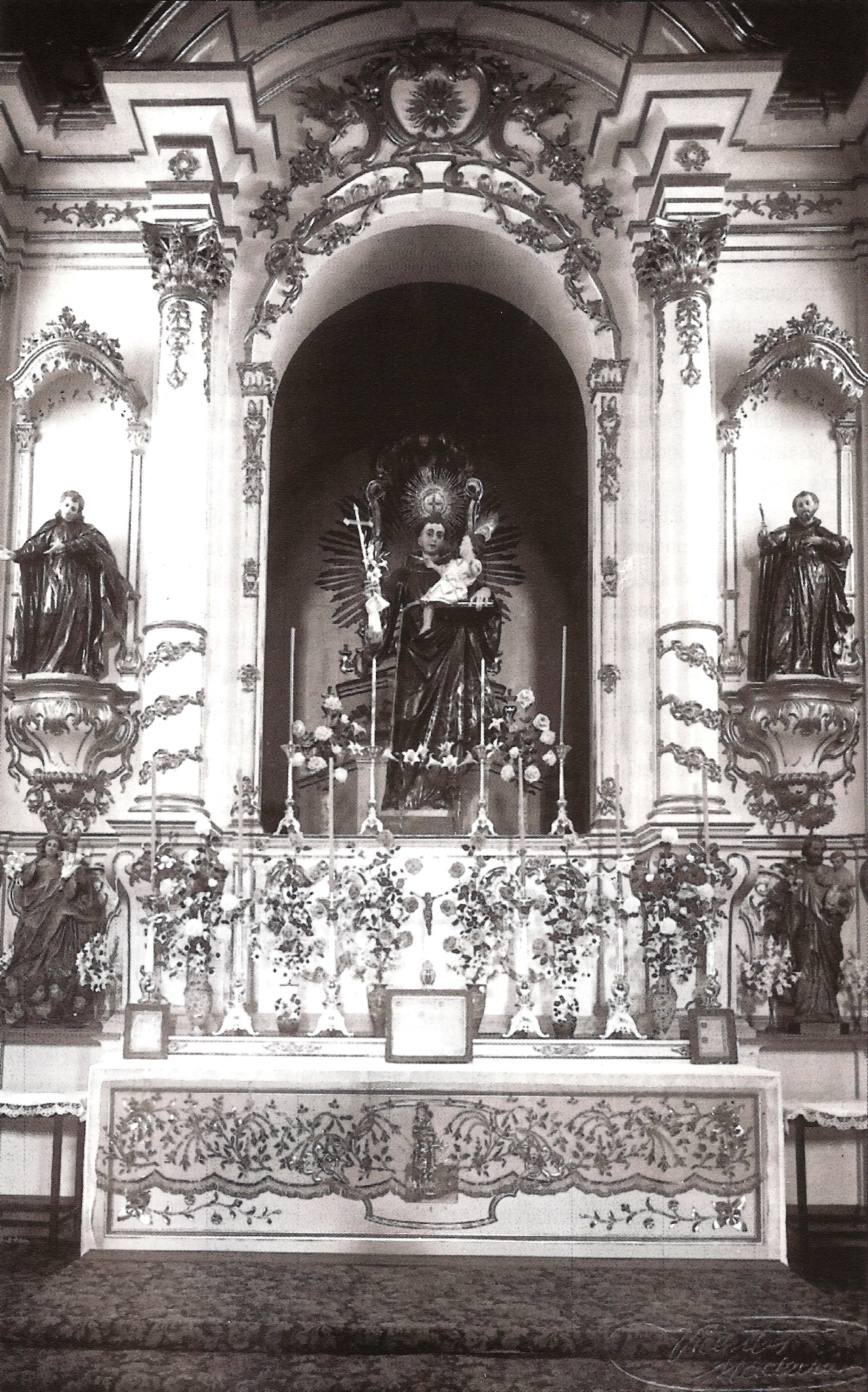
O altar-mor da Igreja de Santo António ao tempo de Madre Virgínia.

### Nascimento
Virgínia da Silva nasceu no dia 24 de outubro de 1860, no Lombo dos Aguiares, na freguesia de Santo António, nos arredores da cidade do Funchal, sendo a última de nove irmãos.
No dia 6 de janeiro de 1861, na celebração da Epifania, Virgínia foi baptizada na Igreja Paroquial da freguesia.

### Primeiros anos
Quando tinha a idade de cinco anos, Virgínia começou a frequentar a escola dominical e, com sete anos, iniciou-se na escola primária que, por estar localizada num anexo da igreja paroquial cedo lhe permitiu participar diariamente da Santa Missa e receber a Sagrada Comunhão. De acordo com as suas memórias, quando Virgínia teve sua primeira comunhão sentiu logo, de forma indizível, a presença do Senhor, o qual lhe pediu, intimamente, a entrega do seu coração.
Por volta dos doze anos de idade, Virgínia começou a sentir um profundo desejo de consagrar-se a Deus. Por isso, ela orou, pediu que fosse iluminada pelo Espírito Santo e apelou também à ajuda da Virgem Santíssima. Aos quinze anos de idade, ela confiou em sua orientação espiritual ao Padre Ernesto João Schmitz e começou sua caminhada de discernimento vocacional. Quando completou dezesseis anos, ingressou no Mosteiro de Nossa Senhora das Mercês, na freguesia de São Pedro, no Funchal, onde encontrou o ambiente de recolhimento que desejava. A vida comunitária na clausura monástica era, sem dúvidas, austera e cheia de demandas, mas a Irmã Virgínia em tudo respondeu às ânsias de seu coração, oferecendo-lhe a possibilidade de viver intimamente com o Senhor, de rezar, de sacrificar-se por toda a humanidade, porque uma fervorosa jovem como ela isso valia mais do que todo o bem-estar, mais do que todos os prazeres do mundo.

### Vida religiosa
No final do século XIX, o ambiente ideológico e político que existia em Portugal não era favorável à existência de vida religiosa. As ordens religiosas foram extintas anos antes, mas o mosteiro de Nossa Senhora das Mercês, no Funchal, manteve-se ativo até 1910, pela santidade das freiras e pela tolerância das autoridades locais. Não é de admirar, portanto, que a comunidade de monjas residente exigisse uma enorme convicção vocacional e profundidade espiritual às noviças. Virgínia da Silva teve que esperar até aos vinte e um anos de idade para receber o hábito religioso, o que ocorreu no dia 26 de fevereiro de 1881. Dois anos mais tarde, a 1 de novembro de 1883, a Irmã Virgínia Brites da Paixão poderia exercer sua profissão religiosa, a qual foi presidida por D. Manuel Agostinho Barreto, bispo do Funchal.

Madre Virgínia enquanto abadessa do Mosteiro de Nossa Senhora das Mercês no Funchal (em 1909).

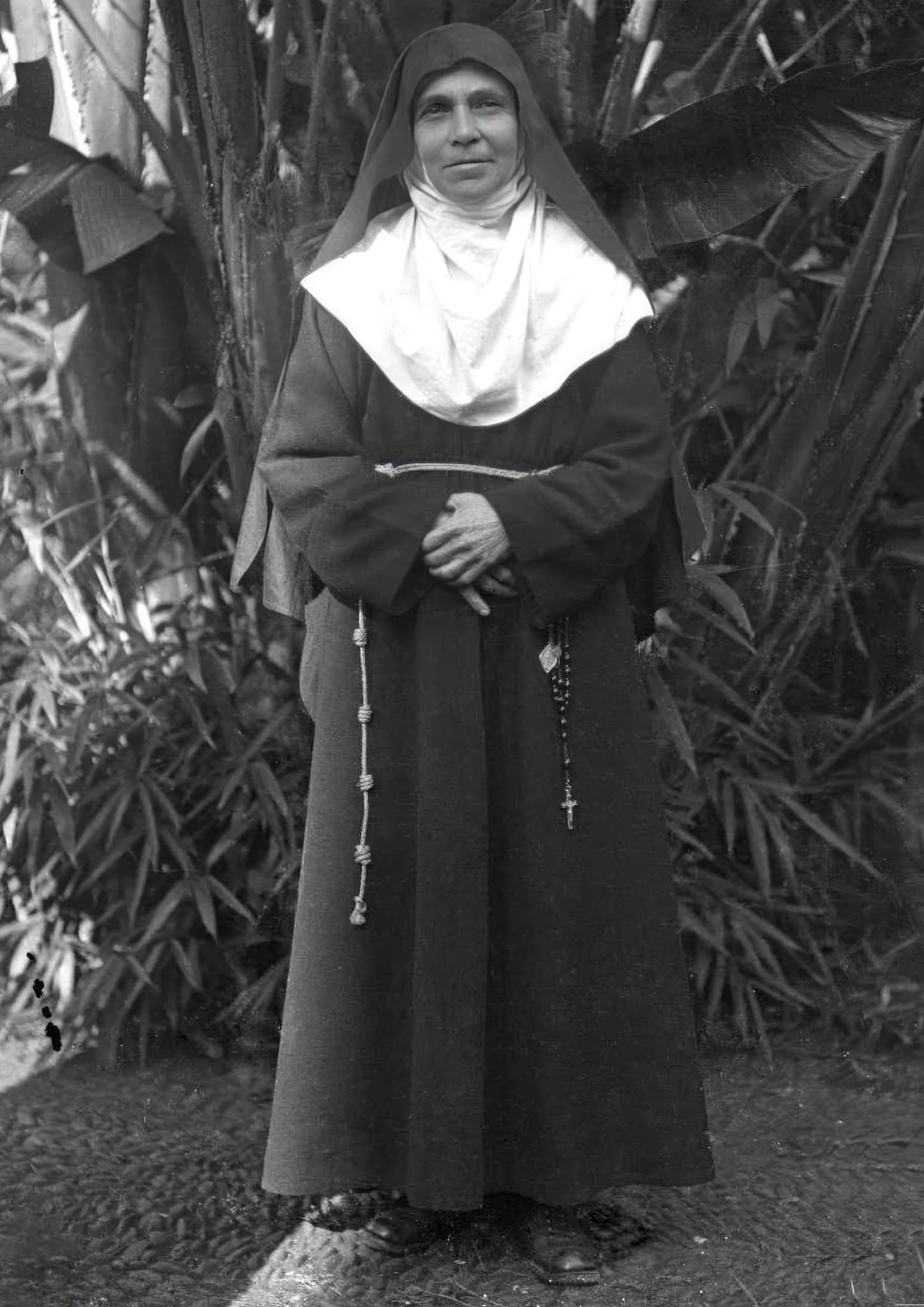
A Madre Virgínia Brites da Paixão com o hábito religioso de clarissa.

Tendo sido verdadeiramente uma alma eucarística, a Madre Virgínia Brites da Paixão sentiu-se irresistivelmente compelida a permanecer muito tempo na companhia de Jesus no seu tabernáculo de amor (ou seja, junto ao sacrário do convento). Nesses momentos de intimidade amorosa que passava com Nosso Senhor, ela ter-Lhe-lá manifestado o desejo profundo de participar dos sofrimentos de Sua Paixão, de consolá-Lo e repará-Lo pela ingratidão e esquecimento que recebia dos homens. A partir da contemplação da Paixão de Cristo, nasceu nela um grande desejo de se sacrificar e de entregar-se a Deus sem reservas. Ao lado do Senhor da Paciência, uma escultura muito expressiva que representava Jesus nos passos dolorosos de Sua Paixão, a Madre Virgínia passou longas horas e com Ele se comunicou familiarmente. A tradição refere que este magnífico Cristo chegou a falar com ela para dar vazão às suas dores e pedir a inteira disponibilidade do seu coração. Jesus tinha sobre ela intenções muito íntimas e particulares, e uma mensagem importante para transmitir-lhe: incrementar no mundo o culto público ao Imaculado Coração de Maria.
Após a expulsão da comunidade religiosa do Mosteiro de Nossa Senhora das Mercês, em 1910, aquando da implantação da República Portuguesa, a Madre Virgínia regressou à casa dos seus pais, em Lombo dos Aguiares, que era, então, um meio semi-rural habitado por gente pobre e humilde. Na altura não existia ali o actual mosteiro de Clarissas nem tão pouco, nas redondezas, a Igreja da Visitação. O único templo religioso existente continuava a ser a Igreja de Santo António e, impelida pelo forte desejo de estar mais próxima de Jesus e de Maria, a Madre Virgínia descia, todos os dias, a íngreme e penosa ladeira para ir assistir à Santa Missa, para confessar-se ou para prestar adoração ao Santíssimo Sacramento.
Dotada de insondáveis dons místicos, algumas das páginas mais belas da vida de Madre Virgínia Brites da Paixão ocorreram no interior da referida Igreja de Santo António, segundo nos relatam os seus próprios (e agora valiosíssimos) manuscritos. Constou que muitas vezes, ao estar diante da Sagrada Eucaristia, a humilde freira clarissa foi favorecida com belíssimas aparições e visões celestiais. No que concerne a esta riqueza da sua vida íntima com Jesus e Maria, tais ocorrências eram do conhecimento do seu confessor, o Padre João Prudêncio da Costa, pároco daquele templo na época. Foi, aliás, na igreja paroquial de Santo António que, a 16 de abril de 1913, a Madre Virgínia renovou os seus votos religiosos, e foi precisamente nesse dia que ela recebeu do Filho de Deus a missão da sua vida, a de implementar e divulgar a devoção universal ao Imaculado Coração de Maria.

### Morte

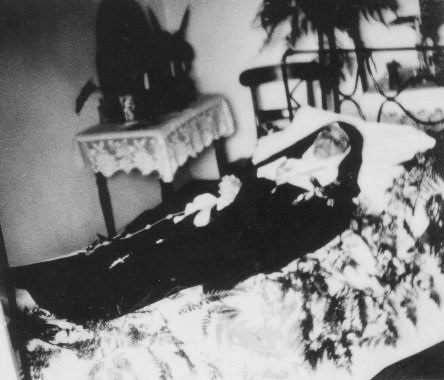
Madre Virgínia Brites da Paixão no seu leito de morte (1929).

No dia 17 de Janeiro de 1929, a Madre Virgínia faleceu em reconhecido odor de santidade, no lugar do Lombo dos Aguiares, contando com 69 anos incompletos. Esta Serva de Deus faleceu no mesmo dia que a sua amiga, a mãe do Padre Prudêncio, seu confessor, e foram sepultadas lado a lado no Cemitério de Santo António, no Funchal.
Desde a data da sua morte e até ao presente, muitos fiéis católicos visitam a campa da Madre Virgínia em ato de devoção particular e recorrem à intercessão daquela a que chamam carinhosamente "a santa freirinha".

## Revelações do Sagrado Coração de Jesus

### Devoção ao Coração de Maria
De acordo com os escritos que se encontram no livro Apontamento Biográfico, da autoria do Padre João Prudêncio da Costa, confessor da religiosa, a grande missão que fora destinada pelo Céu à Madre Virgínia Brites da Paixão foi inicialmente revelada numa aparição por ela recebida no dia 16 de abril de 1913, data na qual renovara os seus votos religiosos na Igreja de Santo António. Eis um excerto dessa primeira revelação de Jesus:
«Minha filha, o Meu Divino Coração tem um ardente desejo que o Coração da Minha puríssima Mãe seja conhecido, amado e desagravado com um culto público, assim como é honrado e reparado o Meu Divino Coração. Desejo, com uma sede ardente, que se espalhe e estabeleça esta terna devoção entre os homens, para que, por este único meio, eles alcancem misericórdia de Deus, Meu Pai, de tantos crimes e atentados que nos últimos tempos se têm cometido contra Maria Imaculada.»
Esta e outras comunicações do Filho de Deus foram registadas posteriormente pelo punho da Madre Virgínia e entregues ao seu confessor, o Padre João Prudêncio da Costa, e ao Bispo de então, D. António Manuel Pereira Ribeiro.

### Adoração, Amor, Reparação

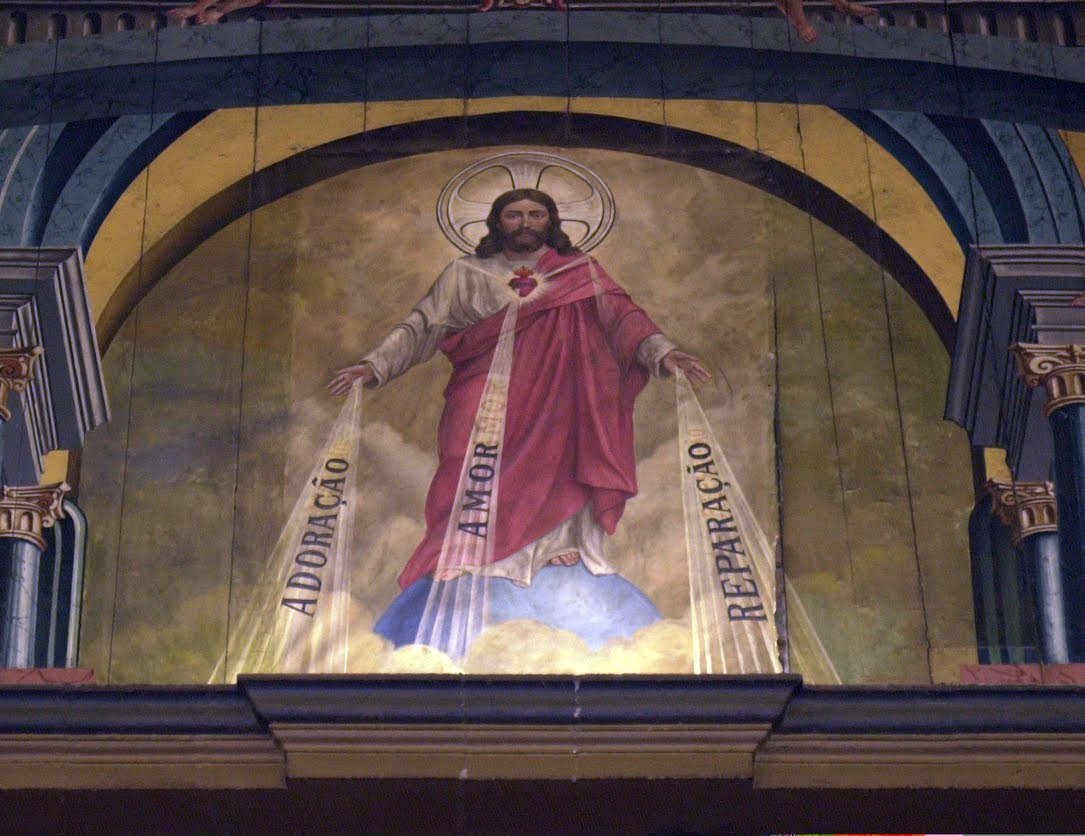
Pintura representativa da visão do Sagrado Coração de Jesus recebida pela Madre Virgínia Brites da Paixão.

Em 1918, quando ainda decorria a Primeira Guerra Mundial, a Madre Virgínia recebeu e anotou este desejo de Cristo:
«O Divino Coração de Jesus pede aos Seus filhos três cultos solenes, três homenagens profundas […]: Meus filhos, quereis bonança e paz? Prestai-me estas três homenagens: Adoração, Amor, Reparação».
No dia da festa litúrgica de Corpus Christi, a 31 de maio de 1918, no decorrer da Santa Missa, a Madre Virgínia Brites da Paixão teve uma nova visão do Sagrado Coração de Jesus que se manifestou, segundo ela, "de uma forma arrebatadora!". A Madre Virgínia descreveu-a deste modo:
"Vi Jesus grande como no dia anterior: as divinas mãos manifestam os buracos dos cravos, o peito a ferida que abriu a cruel lança. O Divino Salvador lançava destas três chagas três raios claríssimos que penetravam as mãos e o coração do celebrante, mas o que fez mais impressionar a minha alma até chegar a perder a liberdade do meu espírito foi, no Pater Noster, quando Jesus ternamente amável, cheio de beleza, abre os braços mas um pouco caídos para baixo e os três raios, das mãos e lado, tomaram uma luz mais claríssima que antes e penetraram as mãos sagradas do celebrante, e o do lado do peito; cada um destes três raios traziam escritas com letras vermelhas estas palavras: na mão direita, Adoração. No lado, Amor. Na mão esquerda, Reparação".
Esta manifestação de Jesus repetiu-se por várias vezes e no fim de uma delas, o próprio Filho de Deus pediu-lhe que desenhasse o seu retrato, tal como o havia visto. A Madre Virgínia afligiu-se porque considerou difícil desenhá-lo, mas obedeceu. E foi com base nesse esboço, que se perdeu no tempo, que o pintor Luís António Bernes se baseou, em 1921, para realizar uma pintura magnífica que hoje pode ser observada na Igreja de Santo António, da freguesia com o mesmo nome, no Funchal.

## Mensageira do Imaculado Coração de Maria
| |  |  |
| Desenho e pintura que tiveram por base a visão que a Madre Virgínia Brites da Paixão recebeu por várias vezes, a primeira das quais no ano de 1913, na qual a Mãe de Deus revelou à sua humilde serva como deveria ser desenhado o escapulário do seu Imaculado Coração (Igreja de Santo António, Madeira). |  |  |

A 15 de agosto de 1913, dia da festa de Nossa Senhora do Monte, foi a própria Santíssima Virgem quem apareceu à Madre Virgínia Brites da Paixão para lhe confirmar a missão revelada por Jesus e que levaria a religiosa a expandir o culto universal ao Imaculado Coração de Maria.
«Eu te elejo hoje por discípula caríssima do meu Imaculado Coração como o foi Margarida Maria do Coração do meu Divino Jesus, a fim de desagravares com o teu amor este meu Imaculado Coração dos ultrajes e seres o canal por onde chegue, até aos representantes do meu Filho Santíssimo na Terra, os desejos ardentíssimos do Seu e meu Puríssimo Coração com que continuamente me ofendem os meus filhos pecadores, me faças deles bem conhecido e amado, revelando-lhes os tesouros de graças com que esta Mãe bondosa os deseja enriquecer.»